# Lorraine-Dietrich 24 CV
Lorraine-Dietrich 24 CV ist die Bezeichnung für mehrere Pkw-Modelle von Lorraine-Dietrich in Frankreich. CV ist ein Hinweis auf Cheval fiscal, der damaligen steuerlichen Einstufung in Frankreich.

## Die Modelle im Einzelnen
- Lorraine-Dietrich Type DM von 1906
- Lorraine-Dietrich Type EM von 1907